# Lancelot (Band)
Lancelot war eine deutsche Rockband aus Neunkirchen, Saarland.

## Geschichte
Vorläufer von Lancelot war die 1973 gegründete Schülerband Scrap Manu Factory (SMF), die sich an klassischem Rock orientierte. Bereits 1977 und 1979 wurden sie vom Saarländischen Rundfunk fürs SR-Fernsehen porträtiert. Mit der ersten Single Little Jane, produziert von Ricky King, nahm die Gruppe den einprägsameren Namen Lancelot an.
1983 erschien das Debütalbum But I Just Can’t Stay Behind beim Label WPL, es folgten größere Auftritte, unter anderem beim Schülerferienfest oder im Vorprogramm von Queen. Nach einer Entdeckung durch den Produzenten Steve Verroca zog die Band 1987 in die Vereinigten Staaten um und produzierte in Los Angeles, Kalifornien neue Songs. Unter dem neuen Namen Juicy Lucy wurde ein Hard-Rock-Album produziert, es fand sich jedoch kein Label und die Band zog 1991 wieder zurück nach Deutschland. Das Album wurde dann 1995 als CD veröffentlicht, ebenso das Best-of-Album History. 1996 wurde die Band aufgelöst.
Von 2003 bis 2008 gab es noch einmal Auftritte der Band in verschiedenen Besetzungen.

## Diskografie

### Alben
- 1983: But I Just Can’t Stay Behind (WPL)
- 1995: Juicy Lucy (als Juicy Lucy, Jamm)
- 1995: History (Twilight Music)

### Singles
- 1979: Little Jane (CBS)
- 1982: Stop Man (Leico)
- 1983: But I Just Can’t Stay Behind (WPL)
- 1984: Far Away (Ariola)
- 1984: Blinded (Ariola)